# SRD5A2
SRD5A2 (англ. Steroid 5 alpha-reductase 2) – білок, який кодується однойменним геном, розташованим у людей на короткому плечі 2-ї хромосоми.  Довжина поліпептидного ланцюга білка становить 254 амінокислот, а молекулярна маса — 28 393.
| 10         |  | 20         |  | 30         |  | 40         |  | 50         |
| ---------- |  | ---------- |  | ---------- |  | ---------- |  | ---------- |
| MQVQCQQSPV |  | LAGSATLVAL |  | GALALYVAKP |  | SGYGKHTESL |  | KPAATRLPAR |
| AAWFLQELPS |  | FAVPAGILAR |  | QPLSLFGPPG |  | TVLLGLFCVH |  | YFHRTFVYSL |
| LNRGRPYPAI |  | LILRGTAFCT |  | GNGVLQGYYL |  | IYCAEYPDGW |  | YTDIRFSLGV |
| FLFILGMGIN |  | IHSDYILRQL |  | RKPGEISYRI |  | PQGGLFTYVS |  | GANFLGEIIE |
| WIGYALATWS |  | LPALAFAFFS |  | LCFLGLRAFH |  | HHRFYLKMFE |  | DYPKSRKALI |
| PFIF       |  |            |  |            |  |            |  |            |

A: Аланін

C: Цистеїн

D: Аспарагінова кислота

E: Глутамінова кислота

F: Фенілаланін

G: Гліцин

H: Гістидин

I: Ізолейцин

K: Лізин

L: Лейцин

M: Метіонін

N: Аспарагін

P: Пролін

Q: Глутамін

R: Аргінін

S: Серин

T: Треонін

V: Валін

W: Триптофан

Кодований геном білок за функцією належить до оксидоредуктаз. 
Задіяний у таких біологічних процесах як диференціація, поліморфізм. 
Білок має сайт для зв'язування з НАДФ. 
Локалізований у мембрані, ендоплазматичному ретикулумі, мікросомах.